# Нефрит (минерал)
Нефритът е минерал, хидратен силикат на калция, магнезия и желязото, плътен, скритокристалинен агрегат на тремолита и актинолита от групата на моноклинните амфиболи. Химичната му формула е Ca2(Mg,Fe)5Si8O22(OH)2. Има моноклинна кристална структура, влакнест агрегат на сраснали фини кристали.
Нефритът е по-здрав от стоманата и як, което се дължи на финото преплитане на дребните влакнести кристали. Твърдостта му е до 6,5 по скалата на Моос, което го прави идеален за гравиране. Плътността му е 3,0.
Нефритът с наситено оцветяване се използва в бижутерията и за изработка на сувенири.

## Етимология
Името на нефрита произлиза от гръцката дума за бъбрек нефрос (νεφρός), тъй като в миналото се е вярвало, че камъкът лекува бъбречни заболявания.
Като минераложко название името нефрит е отхвърлено от Международната минералогическа асоциация (IMA), а вместо това се използват названията тремолит или актинолит. Името на тази минерална разновидност обаче е навлязло дълбоко в съзнанието на хората и на практика не е подменена.

## Цвят
Нефритът е непрозрачен минерал с добра цепителност. Когато е разновидност на тремолита е бял до много светлозелен, а на актинолита – зелен, тъмнозелен до бледожълт. Цветът му е устойчив и обикновено неравномерен. Повечето нефрити са зелени, поради съдържанието на желязо. Тези, които съдържат хром са изумрудено зелени. Железните оксиди и хидроксиди, въведени по протежение на границите на зърната, му придават жълт до кафяв цвят.

## История
За първи път нефритът се споменава от испанския лекар и ботаник Николас Батиста Монардес през 1565 година в първия том на „Медицинска история на нещата, които се внасят от нашите владения в Западните Индии“. В случая става дума за минерала жадеит, от групата на пироксените, който е сходен на външен вид. В западната популярна литература се използа думата жейд или жад (jade), включваща и нефрит, и жадеит, затова при превод трябва да се внимава за конкретния контекст. 
Нефритеови артефакти – оръдия на труда и амулети, с неустановени източници на суровината, се срещат още от неолита на Балканите и предимно в България (края на 7 хил. пр. Хр.; Ковачево, Гълъбник, Кърджали и др.). От раннонеолитното селище в местността Валога край врачанското село Оходен, България е също известен нефритен амулет, датиран 6000 години пр. Хр.
Нефритът е известен в Китай още през 6 хил. пр. Хр. Той се радва на изключителна почит. Китайците го приемат за свой национален камък. 

## Находища
Нефритът се среща главно във варовити скали като мрамор и доломит и в серпентинитови скали, където асоциира с антофилит и талк.
По-известни находища на минерала има в Китай, Канада, Австралия, Русия, Нова Зеландия, Тайван и САЩ.

## Митове и легенди
В древността са смятали, че нефритът олицетворява някои добродетели, като и до днес в някои страни е наричан „камък на вечността“. През средните векове се е приемало, че минералът предпазва от земетресения и мълнии. В народните вярвания, под въздействието на конфуцианството и даоизма, нефритът се налага като изразител на любовта и талисман. Като талисман, под влиянието на будизма, се изрязват фигурки на божества. Едно от традиционните вярвания в будизма е, че тронът на Буда в небето е изработен от нефрит.
Нефритът е смятан за лековит камък в редица страни и особено в Китай. Приписват му се лечебни свойства за бъбреците.